# Square de l'Abbé-Esquerré
Le square de l'Abbé-Esquerré est un square du 7e arrondissement de Paris.

## Situation et accès
Le square de l'Abbé-Esquerré est situé le long de l'église Saint-François-Xavier, sur la place du Président-Mithouard.
Il est ouvert à des horaires réglementés.
Il est desservi par la ligne 13 à la station Saint-François-Xavier.

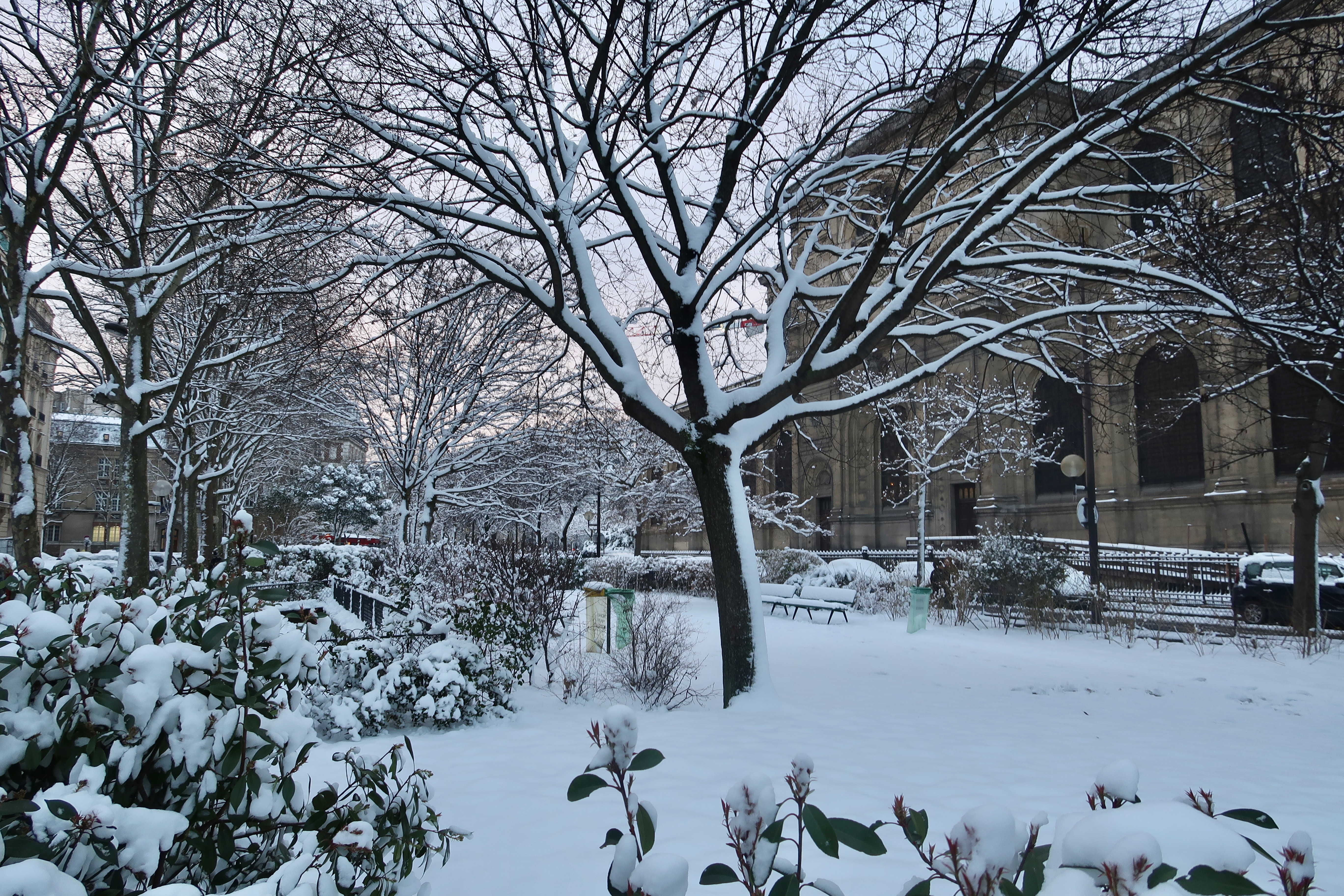
Sous la neige.

## Origine du nom
Ce site porte le nom de l'abbé Louis Esquerré (1863-1931),,.

## Histoire
Avec le square Pierre-de-Gaulle, c'est l'un des deux espaces verts, de forme similaire, autour de l'église Saint-François-Xavier.
Planté de paulownias, il possède le label Écojardin.
Il est équipé d'une aire de jeux pour les enfants et d'un point d'eau potable.